# Sandillon

Sandillon este o comună în departamentul Loiret din centrul Franței. În 1 ianuarie 2022 avea o populație de 4.209 de locuitori.